# 日本とブータンの関係
日本とブータンの関係（にほんとブータンのかんけい、英語: Bhutan–Japan relations）は、日本とブータンの国際関係である。1986年3月28日に外交関係が開設された。

## 外交使節
日本は、インドのニューデリーに非常駐の在ブータン日本国大使館を設置している。

## 要人往来

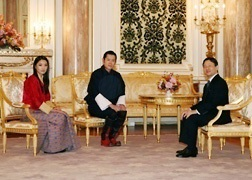
2011年11月16日、迎賓館にて会見を行う（左から）王妃、国王、日本皇太子（当時。令和時代の天皇）。

2011年11月15日から20日にかけて、ブータン国王であるドゥルック・ギャルポジグミ・ケサル・ナムゲル・ワンチュクとその妃ジェツン・ペマが日本を国賓訪問した。
日本の皇族も度々ブータンを訪問している。
- 1987年3月 - 徳仁親王
- 1997年3月 - 文仁親王・佳子内親王
- 2017年6月 - 眞子内親王[4][5]。
- 2019年8月 - 文仁親王・文仁親王妃紀子・悠仁親王[6]

## 災害救援
ブータンは、氷河湖決壊洪水（GLOF）の災害救援について日本から援助を受けた。ブータン経済省水文気象サービス局長カルマ・ツェリングは、急激な氷河湖の決壊による損失や損害を最小限に止めるための安価で効率的な早期警戒システムを構築するよう、ブータンが国際協力機構（JICA）から支援を受けていると語った。また、日本政府は氷河湖の目録を作り上げて、ヒマラヤ山脈で地質学研究を行っている。日本の機関は、2016年までにブータンの同プロジェクトを完了する予定である。

## 貿易
マツタケの産地であるが国内で食べる習慣が無いため日本向けの輸出品となっている。

## 観光
日本はブータンの観光業にとって成長市場のうちの一つである。2012年の早い段階で、ブータン観光評議会（TCB）のメディア担当プンツォ・ギェルツェンは、ブータンを訪問する日本人観光客の数が大幅に増加しており、日本がブータンの観光業において第1位の座に近づいていることを指摘した。また、ブータン当局は、とりわけワンチュク国王とジェツン・ペマ王妃が訪日してからこの国を訪問する日本人観光客が急激に増加したことについても触れた。

## 外交使節

### 駐日ブータン大使
- カルマ・レト（ニューデリー常駐、1989年以前[11]～1994年）
- ナド・リンチェン（ニューデリー常駐、1994～1999年、信任状捧呈は9月16日[12]）
- ダゴ・ツェリン（ニューデリー常駐、1999～2010年、信任状捧呈は6月17日[13]）
- ヴェツォプ・ナムギャル（ニューデリー常駐、2010年～、信任状捧呈は1月15日[14]）